# Hockey Club Forte dei Marmi 2022-2023
Questa voce raccoglie le informazioni riguardanti l'Hockey Club Forte dei Marmi nelle competizioni ufficiali della stagione 2022-2023.

## Maglie e sponsor
Lo sponsor ufficiale per la stagione 2021-2022 è GDS Impianti.
| 1ª divisa | 2ª divisa |

## Organico

### Giocatori
| N° | Naz.              | Ruolo | Sportivo          |  |  |  |
| -- | ----------------- | ----- | ----------------- |  |  |  |
| 3  | Spagna (bandiera) | E     | Marc Gual         |  |  |  |
| 5  | Italia (bandiera) | E     | Federico Ambrosio |  |  |  |
| 9  | Spagna (bandiera) | E     | Pedro Gil Gómez   |  |  |  |
| 10 | Italia (bandiera) | E     | Domenico Illuzzi  |  |  |  |
| 22 | Italia (bandiera) | P     | Riccardo Gnata    |  |  |  |
| 26 | Italia (bandiera) | E     | Elia Cinquini     |  |  |  |
| 74 | Italia (bandiera) | P     | Leonardo Bertozzi |  |  |  |
| 99 | Spagna (bandiera) | E     | Enric Torner      |  |  |  |
|    | Italia (bandiera) | E     | Andrea Borgo      |  |  |  |
|    | Italia (bandiera) | P     | Raffaello Ciupi   |  |  |  |
|    | Italia (bandiera) | E     | Luca Lombardi     |  |  |  |
|    | Italia (bandiera) | E     | Elia Petrocchi    |  |  |  |
|    | Italia (bandiera) | E     | Francesco Rossi   |  |  |  |
|    | Italia (bandiera) | E     | Mattia Taiti      |  |  |  |

### Staff tecnico
- Allenatore:  Marc Gual
- Allenatore in seconda:  Roger Molina
- Preparatore atletico:
- Meccanico:  Andrea Giovannetti e  Daniele Ulivi

## Mercato
| Acquisti | Acquisti          | Acquisti      | Acquisti |
| R.       | Nome              | da            |          |
| -------- | ----------------- | ------------- | -------- |
| E        | Federico Ambrosio | Bassano       |          |
| E        | Andrea Borgo      | HRC Monza     |          |
| P        | Raffaello Ciupi   | Grosseto      |          |
| E        | Luca Lombardi     | CGC Viareggio |          |
| E        | Elia Petrocchi    | ?             |          |
| E        | Francesco Rossi   | ?             |          |
| E        | Mattia Taiti      | ?             |          |
| E        | Enric Torner      | Amatori Lodi  |          |

| Cessioni | Cessioni            | Cessioni     | Cessioni |
| R.       | Nome                | a            |          |
| -------- | ------------------- | ------------ | -------- |
| E        | Sergio Festa        | Sarzana      |          |
| E        | Lorenzo Giovannetti | Amatori Lodi |          |
| E        | Giacomo Maremmani   | ?            |          |
| E        | Xavier Rubio        | ?            |          |